# Fotogramas de Plata 1963
El lliurament dels 14è Premis Fotogramas de Plata (coneguts oficialment com a Placa San Juan Bosco), corresponents a l'any 1963, lliurats per la revista espanyola especialitzada en cinema Fotogramas, va tenir lloc el 31 de gener de 1964, diada de Sant Joan Bosco, a la residència de la família Nadal, propietària de la revista, al barri de Pedralbes (Barcelona). Hi van assistir, entre d'altres, el delegat provincial d'Informació i Turisme, el director de La Vanguardia Xavier de Echarri i artistes com Vicente Parra, Rosita Yarza, Enric Guitart i Matas i altres.

## Candidatures

### Millor intèrpret de cinema espanyol
| Intèrpret         | Pel·lícula      | Resultat   |
| ----------------- | --------------- | ---------- |
| Amparo Soler Leal | La gran familia | Guanyadora |

### Millor intèrpret de cinema estranger
| Intèrpret   | Pel·lícula         | Resultat  |
| ----------- | ------------------ | --------- |
| Jack Lemmon | Dies de vi i roses | Guanyador |